# Портфель Windows
Портфель — ранее существовавший компонент в Windows, представляющий собой папку для синхронизации данных между двумя компьютерами. Портфель предназначен для пользователей мобильных ПК, чтобы они могли перенести его на съёмный диск и синхронизировать с компьютером, к которому подключен съемный диск. Он следует той же метафоре, что файл и папка с файлами, а затем, в то время как задачи управления файлами выполняются проводником Windows, портфель ведёт себя так же, как и другая папка, то есть с поддержкой копирования вставки и перетаскивания. Он имеет дополнительные функции и кнопки панели инструментов для обновления несинхронизированных файлов.

## История
Впервые портфель появился в Windows 95. Его отличительной особенностью в семействе операционных систем Windows 9X было то, что он создавался автоматически после установки системы и появлялся на рабочем столе.
В Windows 8 возможность создания портфеля в проводнике была убрана, однако его можно было создать набрав специальную команду.
В Windows 10 (build 14942) портфель был окончательно удалён. Однако, если несколько отредактировать ключи реестра, то портфель можно создать в последних версиях Windows.

## Применение
Для использования портфеля, требовалось перетащить в него необходимые файлы или папки. После чего происходила синхронизация файлов между двумя независимыми компьютерами.
После работы на втором ПК и возвращении обратно к первому, портфель проверял, есть ли какие-либо изменения в файлах. Если они были — портфель обновлял эти файлы. При желании можно было сохранить более раннюю версию документа.
Создавать файлы и папки внутри портфеля было невозможно.

## Обзор
Портфель Windows синхронизирует файлы и папки внутри себя с файлами и папками в любой другой папке, даже на сменном записываемом носителе или в сети.
Чтобы использовать портфель, пользователям нужно только использовать проводник Windows, а затем перетащить или скопировать свои файлы в портфель один раз. Любые дальнейшие изменения файлов на диске или в портфеле синхронизируются всякий раз, когда пользователь щелкает правой кнопкой мыши по портфелю и выбирает обновить всё.
Если между копиями есть различия, портфель показывает диалоговое окно со значком и описанием, указывающим действие, которое будет выполнено при синхронизации; то есть, заменит ли он копию в портфеле внешним файлом или наоборот, или оставит обе версии без изменений. Действие, которое будет выполнено портфелем, можно настроить, щелкнув правой кнопкой мыши по значку. Например, пользователи могут пропустить синхронизацию отдельных элементов, выбрав действие пропустить при щелчке правой кнопкой мыши по значку. Для элементов, удалённых либо в портфеле, либо в основной исходной папке, портфель может создать копию отсутствующего элемента. Пользователи также могут синхронизировать отдельные элементы в портфеле, сначала выбрав элемент, а затем нажав кнопку обновить, вместо обновить всё.
Состояние обновления каждого элемента хранится в портфеле. Если какой-либо элемент не связан ни с одним исходным элементом вне портфеля (например, когда диск, содержащий портфель, вставлен во вторичный компьютер или оригинал был удалён с главного компьютера), он называется сиротой.

## Этапы работы
Проекты можно планировать поэтапно, чтобы управлять несколькими проектами, связанными с одной и той же целью, одновременно.
| Этап         | Проекты                                                                                              | Выходные данные этапа                  |
| ------------ | --- | -------------------------------------- |
| Планирование | - Резервирование объектов - Определение и упорядочение гостевых докладчиков - Приглашение участников | Завершенный документ плана событий     |
| День события | - Настройка объекта - Помощь гостевым докладчикам - Предоставление служб участников                  | Запуски событий в запланированном виде |
| Follow-Up    | - Участники опроса - Компиляция дополнительных заметок                                               | Завершенный документ после анализа     |